# Angerona coreola
Angerona coreola är en fjärilsart som beskrevs av Eugen Wehrli 1940. Angerona coreola ingår i släktet Angerona och familjen mätare. Inga underarter finns listade i Catalogue of Life.